# Pedestre

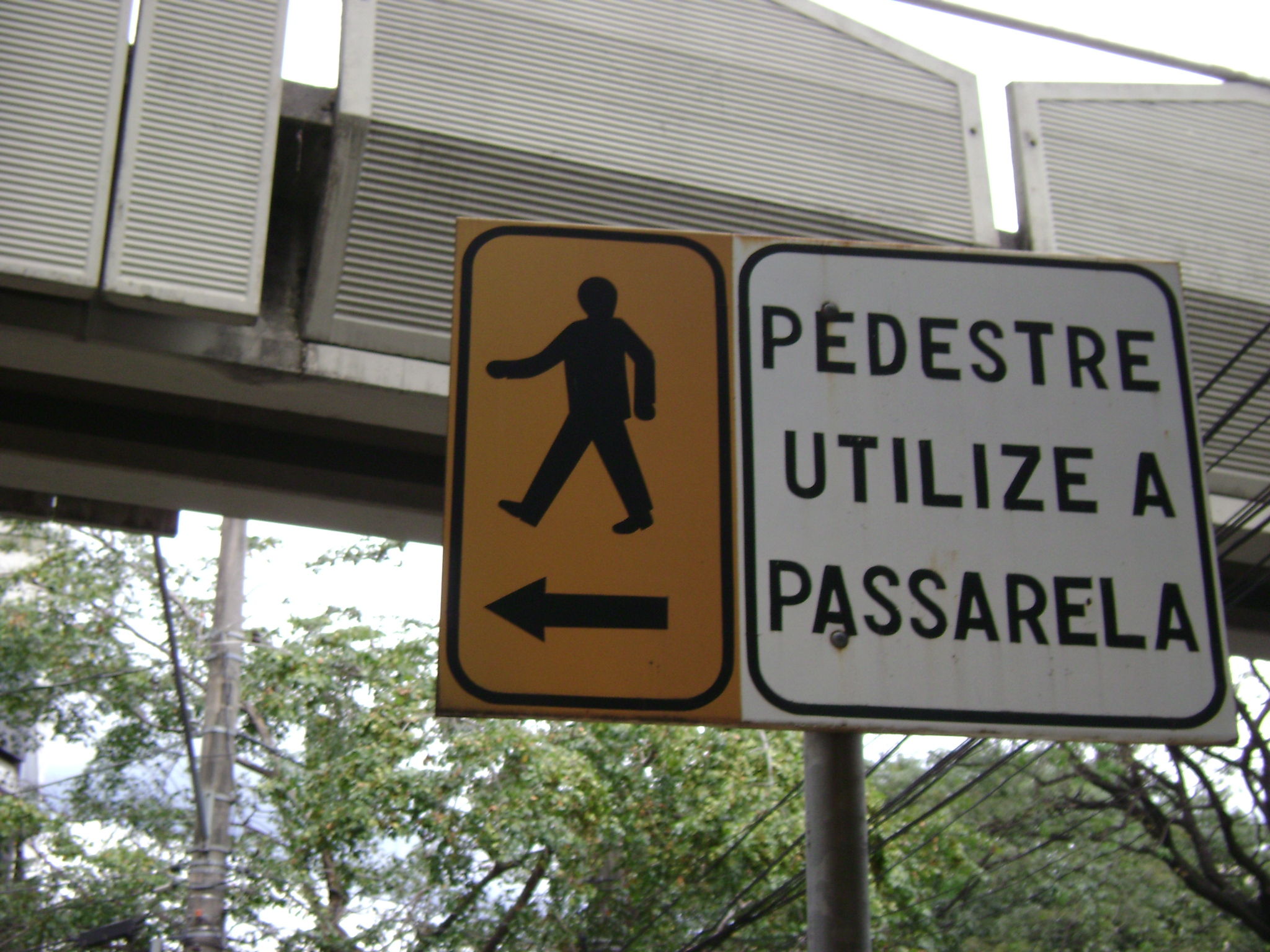
Placa indicativa para pedestres.

Um pedestre (português brasileiro) ou peão (português europeu) é uma pessoa que viaja a pé, seja andando ou correndo. Na actualidade, o termo refere-se ao transeunte que caminha numa via, mas historicamente na Europa pode não ser esse o caso.

## Histórico
Durante os séculos XVIII e XIX, o pedestrianismo era um desporto popular tal como o hipismo ainda o é. Um dos mais famosos pedestres da época era o capitão Robert Barclay Allardice, conhecido como "O Pedestre Ilustre", de Stonehaven. Seu feito mais impressionante foi andar uma milha por hora, durante 1 000 horas, o qual ele realizou entre 1 de junho e 12 de julho de 1809. Seu feito cativou a imaginação do público e cerca de 10 000 pessoas vieram vê-lo durante a realização do evento. Durante o restante do século XIX, tentativas de repetir este particular desafio atlético foram feitas por muitos pedestres, incluindo a renomada Ada Anderson, que levou a ideia ainda mais adiante e andou 1/4 de milha a cada quarto de hora durante as 1 000 horas.
Depois do século XIX, o interesse no pedestrianismo decaiu. Embora ainda seja um desporto olímpico, ele não é mais capaz de captar a atenção do público da forma que costumava fazer. Todavia, pedestres ainda estão realizando façanhas a pé, tais como a popular caminhada de Land's End a John o' Groats, no Reino Unido, ou a travessia da América do Norte de costa a costa. Estes feitos são, frequentemente, atrelados ao levantamento de fundos para caridade, e têm sido realizados por celebridades tais como Sir Jimmy Savile ou Ian Botham, bem como por pessoas totalmente anônimas.

## Saúde e meio-ambiente

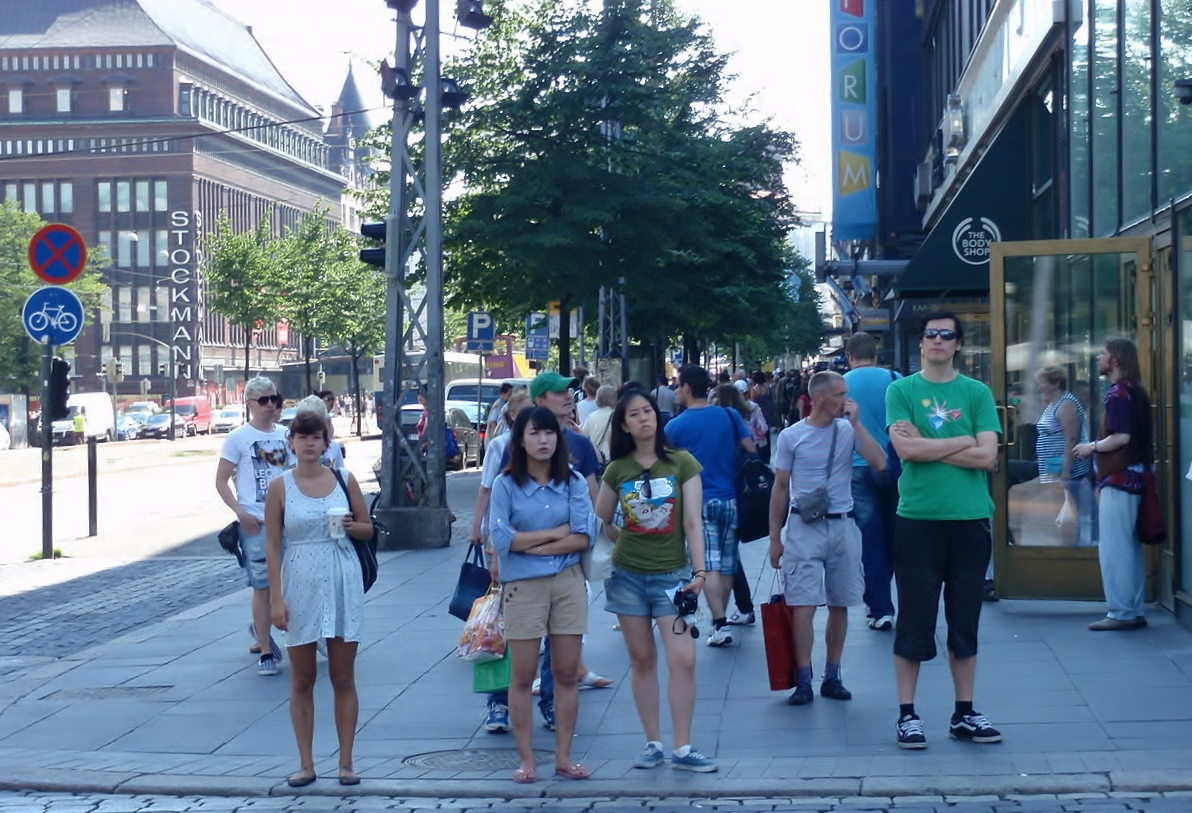
Pedestres prontos do outro lado da rua ao lado do shopping Forum em Helsinque, Finlândia.

Caminhar regularmente é muito importante tanto para a saúde de uma pessoa quanto para o meio ambiente. A obesidade e problemas médicos relacionados podem ser efetivamente evitados e/ou curados com caminhadas diárias. O hábito disseminado de pegar o carro para "viajar" até a padaria ou lanchonete, contribui significativamente para a obesidade e as mudanças climáticas, devido ao fato de que as emissões do motor de combustão interna do veículo são extremamente poluentes durante seus primeiros minutos de operação. A ampla disponibilidade de transporte público encoraja a caminhada, já que ele não pode, na maioria dos casos, levar alguém diretamente até o local de destino.

## Vias

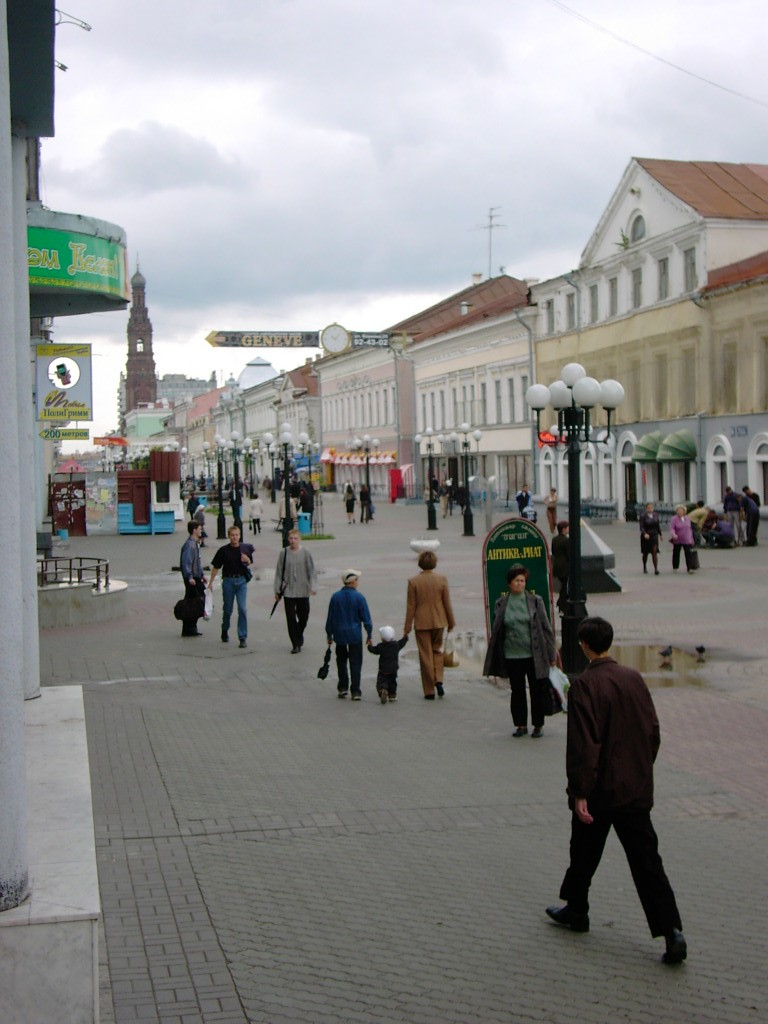
A rua Bauman em Kazan.

Hoje em dia, as vias frequentemente possuem um passeio anexo, desenhado especialmente para trânsito de pedestres, denominado "calçada". Existem também passeios não associados a uma via, os quais são usados apenas por pedestres, particularmente ambulantes, andarilhos e excursionistas, e existem vias não associadas a um passeio. Os passeios em área montanhosas e arborizadas são chamadas trilhas. Em algumas das últimas e nas vias rurais, os pedestres compartilham a pista de rolamento com cavalos e veículos, enquanto em outras eles são proibidos de utilizar a estrada conjuntamente. Também, algumas ruas comerciais servem exclusivamente a pedestres. Algumas vias possuem passagens de pedestres sinalizadas, que devem ser utilizadas preferencialmente na travessia da pista de rolamento. Uma ponte projetada somente para pedestres recebe o nome de passarela.

## "Pedestrianização"

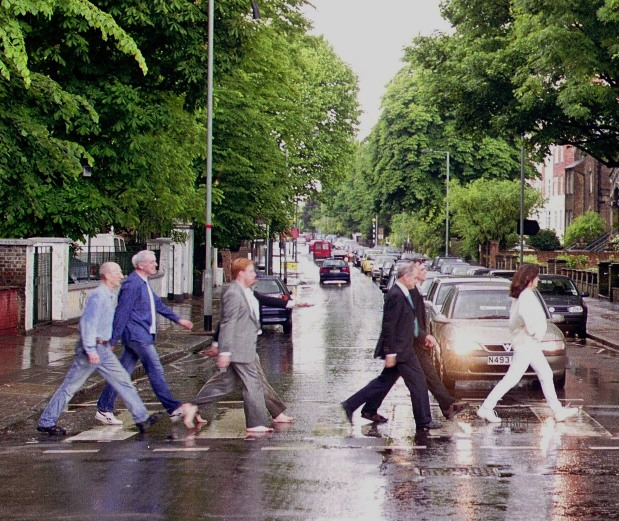
Faixa de pedestres ou passadeira de peões.

Na Europa e nos Estados Unidos, esforços têm sido feitos por grupos de defesa dos pedestres para restaurar o acesso dos mesmos às novas vias, especialmente para se contrapor aos 20% ou 30% dos novos empreendimentos que não incluem calçadas. Alguns ativistas advogam grandes zonas sem automóveis onde apenas pedestres ou alguns veículos não motorizados sejam permitidos. Muitos urbanistas têm elogiado as virtudes das ruas de pedestres em áreas urbanas.
Todavia, muitas ruas urbanas nos EUA carecem de iluminação pública (postes de luz), baseado no raciocínio de que os automóveis possuem faróis para iluminar o próprio caminho. Uma exceção é a cidade de Nova York, a única localidade nos Estados Unidos onde mais da metade de todos os domicílios não possuem um automóvel (a cifra é ainda maior em Manhattan, mais de 75%; nacionalmente, a taxa é de 8%). Esta política restringe severamente ou proíbe efetivamente o tráfego de pedestres e contribui para o uso excessivo de automóveis em viagens de curta distância.
Em contraste, o tráfego de pedestres é oficialmente encorajado em algumas partes da União Europeia e a construção ou separação de rotas de passeio dedicadas recebem uma alta prioridade na maioria dos grandes centros urbanos europeus, frequentemente em associação com melhorias no transporte público. Em Copenhague, a maior área de compras para pedestres no mundo, a Strøget, tem se desenvolvido ao longo dos últimos 40 anos graças principalmente ao trabalho do arquiteto dinamarquês Jan Gehl.
A promoção do pedestrianismo tem estado ligada à reconstrução do capital social.

## Outros usos
A palavra pedestre também tem o significado figurado de "sem imaginação", "prosaica". Por exemplo, ela escreveu páginas e páginas de prosa pedestre.